# Grabówiec (powiat ciechanowski)
Grabówiec – wieś sołecka w Polsce położona w województwie mazowieckim, w powiecie ciechanowskim, w gminie Ojrzeń.
| SIMC    | Nazwa           | Rodzaj    |
| ------- | --------------- | --------- |
| 1054140 | Nowy Grabowiec  | część wsi |
| 1054162 | Stary Grabowiec | część wsi |

W latach 1975–1998 miejscowość należała administracyjnie do województwa ciechanowskiego.